# The Cyrkle
The Cyrkle was een Amerikaanse band, actief in het begin en midden van de jaren 1960. De groep scoorde de twee Top 40-hits Red Rubber Ball en Turn-Down Day.

## Bezetting
- Tom Dawes - (geboren 25 juli 1944, Albany, New York - overleden 13 oktober 2007, New York) - zang, lead gitaar, bas
- Don Dannemann - (geboren op 9 mei 1944, Brooklyn, New York) - zang, slaggitaar
- Marty Fried – (geboren Martin Fried, 1944, Wayside, New Jersey) – overleden op 1 september 2021, Southfield, Michigan) drums, zang – (een gepensioneerde faillissementsadvocaat die oefende in Southfield, Michigan, een voorstad van Detroit)
- Earle Pickens - keyboards (eerste album) - (1969 tot heden, een algemeen chirurg in Gainesville, Florida)
- Michael Losekamp - (geboren Robert Michael Losekamp, 8 september 1946, Dayton, Ohio) keyboards, zang (tweede en derde albums); (gepensioneerd ingenieur voor AT&T)
- Pat McLoughlin - (geboren 23 juni 1952, Columbus, Ohio) - zang, slaggitaar, percussie
- Don White - (geboren 30 april 1953, Columbus, Ohio) - lead gitaar, zang
- Scott Langley - (geboren James Scott Langley, 9 juli 1965, West Jefferson, Ohio) - drums, zang
- Mike Shoaf - (geboren 29 juni 1951, Columbus, Ohio) - basgitaar, zang
- Mike "Roscoe" Rousculp - (geboren 30 mei 1949, Lima, Ohio - overleden 16 mei 2019, Tipp City, Ohio) - basgitaar, zang
- Dean Kastran - (geboren 22 oktober 1948, Mansfield, Ohio) - basgitaar, zang

## Carrière
De band werd geformeerd door de gitaristen en zangers Don Dannemann en Tom Dawes (die ook basgitaar speelden) en Jim Maiella (de oorspronkelijke drummer), die elkaar allemaal leerden kennen tijdens hun studie aan het Lafayette College in Easton. Dannemann ging in 1966 in dienst bij de Amerikaanse kustwacht. De andere leden waren Earle Pickens op keyboards en Marty Fried op drums. Ze waren oorspronkelijk een 'frat rock' band, genaamd The Rhondells, maar werden later ontdekt en geleid door Brian Epstein, die vooral bekend was als manager van The Beatles. Epstein hoorde over de band toen zijn zakenpartner, de New Yorkse advocaat Nathan Weiss, hen hoorde in Atlantic City, op de Dag van de Arbeid van 1965. Epstein werd hun manager en hernoemde ze als een verwijzing naar de rotonde bekend als Center Square, gelegen in het centrum van Easton. John Lennon zorgde voor de unieke spelling van hun nieuwe naam. Ze werden geproduceerd door John Simon.
In de zomer van 1966 openden ze op 14 concerten voor The Beatles tijdens hun Amerikaanse tournee. Op 28 augustus leidden ze de openingsacts voorafgaand aan The Beatles in het Dodger Stadium. De andere artiesten die verschenen waren Bobby Hebb, The Ronettes en The Remains. Voordat ze met The Beatles toerden, hadden The Cyrkle een verbintenis in de Downtown Discothèque in New York. Ze stonden ook op de affiche voor het laatste Beatles-concert in Candlestick Park op 29 augustus 1966.
The Cyrkle is vooral bekend om hun nummer Red Rubber Ball uit 1966, dat naar nummer 2 in de Billboard Hot 100-hitlijst steeg. Er werden meer dan een miljoen exemplaren van verkocht en het werd bekroond met een gouden schijf. Het werd mede geschreven door Paul Simon van Simon & Garfunkel en Bruce Woodley van The Seekers en werd uitgebracht door Columbia Records. Later in 1966 had de band nog een Top 20-hit met Turn-Down Day (nummer 16). Na het uitbrengen van hun debuutalbum Red Rubber Ball, namen ze eind 1966 het tweede album Neon en in 1967 (niet uitgebracht tot 1970) de filmsoundtrack The Minx op. Ze volgden dat met verschillende singles en gingen medio 1968 uit elkaar.
Zowel Dawes als Danneman werden professionele jingleschrijvers nadat The Cyrkle was ontbonden. Dawes schreef de beroemde jingle 'plop plop fizz fizz' voor Alka-Seltzer. Danneman schreef jingles voor Continental Airlines en Swanson Foods. Hij schreef het oorspronkelijke nummer Uncola voor 7Up. Dawes produceerde de twee albums Rock & Roll (1973) en Energized (1974) voor de band Foghat en schreef mee aan het nummer Wild Cherry over de laatste. Marty Fried verliet de muziekbusiness om rechten te studeren en studeerde in 1972 af aan de Wayne State University in Detroit. Hij werkte als faillissementsadvocaat in een buitenwijk van Detroit. Earle Pickens werd chirurg (gepensioneerd) in Gainesville.

## Revival
In het voorjaar van 2014 trad de toetsenist Mike Losekamp van The Cyrkle toe tot de in Columbus gevestigde band The Gas Pump Jockeys, een regionaal populaire klassieke rockact die optreedt in de regio Ohio en aangrenzende staten.
Samen met bandleden Pat McLoughlin (gitarist/zanger), Scott Langley (drummer), Don White (leadgitarist) en aanvankelijk bassisten Rick Brown (overleden 2015) en later Mike 'Roscoe' Rousculp (overleden 2019), nam de band onmiddellijk de twee grootste hits Red Rubber Ball en Turn Down Day van The Cyrkle op in hun show met Losekamp op leadzang. De nummers werden een hoogtepunt van elke show die The Gas Pump Jockeys uitvoerden.
Aangemoedigd door de reacties van een groeiend publiek, koos McLoughlin ervoor om de mogelijkheid na te streven om te fuseren met de overlevende leden van de oorspronkelijke Cyrkle voor een mogelijke reünietournee voor het 50-jarig jubileum. Deze missie bleek meer ontmoedigend dan verwacht. Losekamp had met geen van zijn bandleden contact gehad sinds The Cyrkle in 1968 uit elkaar ging (na de dood van Brian Epstein het jaar ervoor). De oorspronkelijke bezetting had zich teruggetrokken als rockmuzikant en had een professionele carrière opgebouwd in verschillende delen van de Verenigde Staten. Ze hadden slechts twee keer samen opgetreden als band (zonder Losekamp), één keer in 1981 (ter ondersteuning van het Hands Across America-evenement) en een tweede keer in 1988, toen ze optraden op hun universiteitsreünie in Easton. Hoewel ze op zeer vriendschappelijke voet met elkaar bleven, communiceerden ze de komende 50 jaar zelden.
Het vinden van de oorspronkelijke leden om een reünie te bespreken was een uitdaging voor McLoughlin, terwijl hij elke staat ten oosten van de Mississippi-rivier afspeurde naar overlevende leden. Uiteindelijk vond hij de oorspronkelijke drummer Marty Fried, nu een advocaat, die op het lagere schiereiland van Michigan woont. Hij vond ook toetsenist Earl Pickens, die zich als chirurg had gevestigd in Noord-Florida. In beide gevallen was hun zeer waardevolle loopbaan niet bevorderlijk voor deelname aan de herziene Cyrkle. De oorspronkelijke bassist van The Cyrkle, Tom Dawes (die een zeer opmerkelijke carrière als jingleschrijver had gehad), was in 2007 overleden. Dus zette McLoughlin zijn zinnen op het vinden van de oorspronkelijke zanger en leadgitarist Don Dannemann.
Dannemann had begin jaren 1970 zijn eigen reclamejingle-bedrijf (Mega-Music) opgericht in New York. In 2008 stopte hij met zijn bedrijf, verhuisde hij uit New York en genoot hij van het leven als gepensioneerde. Af en toe trad hij op in een duet, maar voor alle praktische doeleinden was zijn muzikale carrière sluimerend. Na maanden van mislukte pogingen vond McLoughlin hem eindelijk in de tweede helft van de zomer van 2016. Hij bemiddelde in een gesprek met Losekamp, wat resulteerde in het eerste gesprek met de twee bandleden in 50 jaar. Losekamp legde de missie uit om The Cyrkle te herenigen, en Dannemann toonde zijn interesse in het project.
Na een paar telefonische gesprekken waarin McLoughlin het bedrijfsmodel aan alle leden uitlegde, stemde Dannemann ermee in om naar Columbus te reizen om opnieuw contact te maken met Losekamp en om de andere leden van zijn band uit Central Ohio te ontmoeten. Hij en de leden kregen al snel een band, zowel muzikaal als persoonlijk. Hij stemde ermee in om zich bij de andere leden van de Gas Pump Jockeys aan te sluiten om een nieuwe versie van The Cyrkle te formeren met hem en Losekamp.
The Cyrkle trad voor het eerst op voor een livepubliek voor het filmen van een promotievideo en voor het opnemen van het livealbum Full Cyrkle in november 2016. Drie maanden later, in februari 2017, traden ze voor het eerst in vijf decennia professioneel op in Columbus. Op 13 oktober 2017 begon The Cyrkle op nationaal niveau te toeren, te beginnen in Lakewood, waar ze meestal samen met andere klassieke rock-tijdgenoten uit het muziektijdperk van de jaren 1960 verschenen. Vanaf 2021 blijven ze optreden in de Verenigde Staten.
De hervormde bezetting, die begon in 2016, bestond uit de oorspronkelijke leden Don Dannemann en Michael Losekamp, vergezeld door Pat McLoughlin, Mike Rousculp (d. 2019), Don White, Scott Langley en later door Mike Shoaf (2019-2021). Dean Kastran, een van de oprichters van The Ohio Express, kwam in juni 2021 bij de band.

## Discografie

### Singles
Columbia Records
- 1966: Red Rubber Ball  / How Can I Leave Her
- 1966: Turn Down Day  / Big, Little Woman
- 1966: Please Don't Ever Leave Me  / Money To Burn
- 1967: I Wish You Could Be Here  / The Visit (She Was Here)
- 1967: Camaro / SS 396 – (Columbia Special Products)
- 1967: We Had A Good Thing Goin'  / Two Rooms
- 1967: Penny Arcade / The Words
- 1967: Turn Of The Century  / Don't Cry, No Fears, No Tears Comin'
- 1968: Reading Her Paper / Friends
- 1968: Red Chair Fade Away / Where Are You Going?
- 19??: Red Rubber Ball / Turn Down Day – (Columbia Hall Of Fame)

### Albums
Columbia Records
- 1966: Red Rubber Ball
- 1967: Neon